# فرودگاه چنگا بی
فرودگاه چنگا بی (به انگلیسی: Chenega Bay Airport) یک فرودگاه همگانی با کد یاتا NCN است که یک باند فرود شن دارد و طول باند آن ۹۱۴ متر است. این فرودگاه در کشور ایالات متحده آمریکا قرار دارد و در ارتفاع ۲۲ متری از سطح دریا واقع شده‌است.